# 2001-es atlétikai világbajnokság
A 2001-es atlétikai világbajnokságot Edmontonban, Kanadában rendezték augusztus 3. és augusztus 12. között. A vb-n 46 versenyszám volt.

## Éremtáblázat
| Helyezés | Nemzet                  | Arany | Ezüst | Bronz | Összesen |
| 1.       | Egyesült Államok        | 6     | 5     | 3     | 14       |
| 2.       | Oroszország             | 5     | 7     | 6     | 18       |
| 3.       | Kenya                   | 3     | 3     | 2     | 8        |
| 4.       | Németország             | 3     | 3     | 1     | 7        |
| 5.       | Kuba                    | 3     | 1     | 2     | 6        |
| 6.       | Etiópia                 | 2     | 3     | 3     | 8        |
| 7.       | Fehéroroszország        | 2     | 2     | 0     | 4        |
| 7.       | Románia                 | 2     | 2     | 0     | 4        |
| 9.       | Bahama-szigetek         | 2     | 1     | 1     | 4        |
| 10.      | Marokkó                 | 2     | 1     | 0     | 3        |
| 11.      | Lengyelország           | 2     | 0     | 2     | 4        |
| 12.      | Csehország              | 2     | 0     | 0     | 2        |
| 12.      | Dél-afrikai Köztársaság | 2     | 0     | 0     | 2        |
| 14.      | Jamaica                 | 1     | 2     | 3     | 6        |
| 15.      | Görögország             | 1     | 2     | 2     | 5        |
| 16.      | Olaszország             | 1     | 1     | 2     | 4        |
| 17.      | Ukrajna                 | 1     | 1     | 1     | 3        |
| 18.      | Ausztrália              | 1     | 0     | 2     | 3        |
| 19.      | Egyesült Királyság      | 1     | 0     | 1     | 2        |
| 20.      | Dominikai Köztársaság   | 1     | 0     | 0     | 1        |
| 20.      | Mozambik                | 1     | 0     | 0     | 1        |
| 20.      | Szenegál                | 1     | 0     | 0     | 1        |
| 20.      | Svájc                   | 1     | 0     | 0     | 1        |
| 24.      | Japán                   | 0     | 2     | 1     | 3        |
| 24.      | Spanyolország           | 0     | 2     | 1     | 3        |
| 26.      | Finnország              | 0     | 1     | 1     | 2        |
| 26.      | Franciaország           | 0     | 1     | 1     | 2        |
| 26.      | Svédország              | 0     | 1     | 1     | 2        |
| 26.      | Trinidad és Tobago      | 0     | 1     | 1     | 2        |
| 30.      | Ausztria                | 0     | 1     | 0     | 1        |
| 30.      | Kamerun                 | 0     | 1     | 0     | 1        |
| 30.      | Észtország              | 0     | 1     | 0     | 1        |
| 30.      | Izrael                  | 0     | 1     | 0     | 1        |
| 30.      | Litvánia                | 0     | 1     | 0     | 1        |
| 35.      | Mexikó                  | 0     | 0     | 2     | 2        |
| 36.      | Bulgária                | 0     | 0     | 1     | 1        |
| 36.      | Kajmán-szigetek         | 0     | 0     | 1     | 1        |
| 36.      | Haiti                   | 0     | 0     | 1     | 1        |
| 36.      | Kazahsztán              | 0     | 0     | 1     | 1        |
| 36.      | Portugália              | 0     | 0     | 1     | 1        |
| 36.      | Saint Kitts és Nevis    | 0     | 0     | 1     | 1        |
| 36.      | Suriname                | 0     | 0     | 1     | 1        |
| Összesen | Összesen                | 46    | 47    | 46    | 139      |

## Érmesek
- WR – világrekord
- CR – világbajnoki rekord
- AR – kontinens rekord
- NR – országos rekord
- PB – egyéni rekord
- WL – az adott évben aktuálisan a világ legjobb eredménye
- SB – az adott évben aktuálisan az egyéni legjobb eredmény

### Férfi
| Versenyszám     | Arany | Arany        | Ezüst                                                                           | Ezüst        | Bronz                                                                              | Bronz        |
| --------------- | --- | ------------ | ------------------------------------------------------------------------------- | ------------ | ---------------------------------------------------------------------------------- | ------------ |
| 100 m           | Maurice Greene · Egyesült Államok | 9,82 WL      | Bernard Williams · Egyesült Államok                                             | 9,94 PB      | Ato Boldon · Trinidad és Tobago                                                    | 9,98         |
| 100 m           | Tim Montgomery (USA) ezüstérmes eredményét (9,85) doppingolás miatt törölték.                                                                                    |              |                                                                                 |              |                                                                                    |              |
| 200 m           | Konstantinos Kenteris · Görögország | 20,04        | Christopher Williams · Jamaica                                                  | 20,20        | Kim Collins · Saint Kitts és Nevis · Shawn Crawford · Egyesült Államok             | 20,20 NR     |
| 400 m           | Avard Moncur · Bahama-szigetek | 44,64        | Ingo Schultz · Németország                                                      | 44,87        | Greg Haughton · Jamaica                                                            | 44,98        |
| 800 m           | André Bucher · Svájc | 1:43,70      | Wilfred Bungei · Kenya                                                          | 1:44,55      | Pawel Czapiewski · Lengyelország                                                   | 1:44,63 PB   |
| 1500 m          | Hisám el-Gerúzs · Marokkó | 3:30,68      | Bernard Lagat · Kenya                                                           | 3:31,10      | Driss Maazouzi · Franciaország                                                     | 3:31,54 SB   |
| 5000 m          | Richard Limo · Kenya | 13:00,77     | Million Wolde · Etiópia                                                         | 13:03,47     | John Kibowen · Kenya                                                               | 13:05,20     |
| 5000 m          | Az algériai Ali Saidi-Sief eredetileg a második helyen végzett, pozitív doppingtesztjét követően eredményét törölték.                                            |              |                                                                                 |              |                                                                                    |              |
| 10 000 m        | Charles Kamathi · Kenya | 27:53,25     | Assefa Mezegebu · Etiópia                                                       | 27:53,97     | Haile Gebrselassie · Etiópia                                                       | 27:54,41     |
| Maraton         | Gezahegne Abera · Etiópia | 2:12:42 SB   | Simon Biwott · Kenya                                                            | 2:12:43      | Stefano Baldini · Olaszország                                                      | 2:13:18      |
| 110 m gát       | Allen Johnson · Egyesült Államok | 13,04 WL     | Anier García · Kuba                                                             | 13,07 SB     | Dudley Dorival · Haiti                                                             | 13,25 NR     |
| 400 m gát       | Félix Sánchez · Dominikai Köztársaság | 47,49 WL     | Fabrizio Mori · Olaszország                                                     | 47,54 NR     | Tameszue Dai · Japán                                                               | 47,89 NR     |
| 3000 m akadály  | Reuben Kosgei · Kenya | 8:15,16      | Ali Ezzine · Marokkó                                                            | 8:16,21      | Bernard Barmasai · Kenya                                                           | 8:16,59      |
| 20 km gyaloglás | Roman Rasszkazov · Oroszország | 1:20:31      | Ilja Markov · Oroszország                                                       | 1:20:33      | Viktor Burajev · Oroszország                                                       | 1:20:36      |
| 50 km gyaloglás | Robert Korzeniowski · Lengyelország | 3:42,08 WL   | Jesús Ángel García · Spanyolország                                              | 3:43:07 SB   | Edgar Hernández · Mexikó                                                           | 3:46:12 PB   |
| 4 × 100 m váltó | Dél-afrikai Köztársaság · Morne Nagel · Corne Du Plessis · Lee-Roy Newton · Matthew Quinn                                                                        | 38,47 NR     | Trinidad és Tobago · Marc Burns · Ato Boldon · Jaycey Harper · Darrel Brown     | 38,58 NR     | Ausztrália · Matthew Shirvington · Paul Di Bella · Steve Brimacombe · Adam Basil   | 38,83 SB     |
| 4 × 100 m váltó | Tim Montgomery doppingvétsége miatt az eredetileg aranyérmes USA (Mickey Grimes, Bernard Williams, Dennis Mitchell, Tim Montgomery) eredményét (37,96) törölték. |              |                                                                                 |              |                                                                                    |              |
| 4 × 400 m váltó | Egyesült Államok · Leonard Byrd · Antonio Pettigrew · Derrick Brew · Angelo Taylor                                                                               | 2:57,54 WL   | Bahama-szigetek · Avard Moncur · Chris Brown · Troy Mcintosh · Timothy Munnings | 2:58,19 NR   | Jamaica · Brandon Simpson · Christopher Williams · Greg Haughton · Danny McFarlane | 2:58,39 SB   |
| magasugrás      | Martin Buß · Németország | 2,36 WL      | Jaroszlav Ribakov · Oroszország                                                 | 2,33 PB      | nem adták ki                                                                       | nem adták ki |
| magasugrás      | Martin Buß · Németország | 2,36 WL      | Vjacseszlav Voronyin · Oroszország                                              | SB           | nem adták ki                                                                       | nem adták ki |
| Rúdugrás        | Dmitri Markov · Ausztrália | 605 cm CR    | Aleksandr Averbukh · Izrael                                                     | 585 cm       | Nick Hysong · Egyesült Államok                                                     | 585 cm SB    |
| Távolugrás      | Iván Pedroso · Kuba | 840 cm       | Savanté Stringfellow · Egyesült Államok                                         | 824 cm       | Carlos Calado · Portugália                                                         | 821 cm SB    |
| Hármasugrás     | Jonathan Edwards · Nagy-Britannia | 17,92 m WL   | Christian Olsson · Svédország                                                   | 17,47 m      | Igor Szpaszovhodszkij · Oroszország                                                | 17,44 m PB   |
| Súlylökés       | John Godina · Egyesült Államok | 21,87 m      | Adam Nelson · Egyesült Államok                                                  | 21,24 m      | Arsi Harju · Finnország                                                            | 20,93 m SB   |
| Diszkoszvetés   | Lars Riedel · Németország | 69,72 m CR   | Virgilijus Alekna · LTU                                                         | 69,40 m      | Michael Möllenbeck · Németország                                                   | 67,61 m PB   |
| Kalapácsvetés   | Szymon Ziółkowski · Lengyelország | 83,38 m CR   | Murofusi Kódzsi · Japán                                                         | 82,92 m      | Ilja Konovalov · Oroszország                                                       | 80,27 m SB   |
| Gerelyhajítás   | Jan Železný · Csehország | 92,80 m CR   | Aki Parviainen · Finnország                                                     | 91,31 m      | Konstadinos Gatsioudis · Görögország                                               | 89,95 m      |
| Tízpróba        | Tomáš Dvořák · Csehország | 8902 pont CR | Erki Nool · Észtország                                                          | 8815 pont NR | Dean Macey · Nagy-Britannia                                                        | 8603 pont PB |

### Női
| Versenyszám     | Arany | Arany        | Ezüst                                                                             | Ezüst        | Bronz                                                                                              | Bronz        |
| --------------- | --- | ------------ | --------------------------------------------------------------------------------- | ------------ | -------------------------------------------------------------------------------------------------- | ------------ |
| 100 m           | Zsanna Pintuszevics · Ukrajna | 10,82 WL     | Ekaterini Thanou · Görögország                                                    | 10,91 SB     | Chandra Sturrup · Bahama-szigetek                                                                  | 11,02        |
| 100 m           | Az amerikai Marion Jones ezüstérmes eredményét (10,85) doppingvétség miatt utólag törölték.                                                                 |              |                                                                                   |              | |              |
| 200 m           | Debbie Ferguson · Bahama-szigetek | 22,52        | LaTasha Jenkins · Egyesült Államok                                                | 22,85        | Cydonie Mothersille · Kajmán-szigetek                                                              | 22,88        |
| 200 m           | Két amerikai sprinter eredményét, Marion Jones aranyérmes (22,39) és Kelli White bronzérmes idejét (22,56) doppingvétségük miatt utólag törölték.           |              |                                                                                   |              | |              |
| 400 m           | Amy Mbacké Thiam · Szenegál | 49,86 NR     | Lorraine Fenton · Jamaica                                                         | 49,88 SB     | Ana Guevara · Mexikó                                                                               | 49,97 SB     |
| 800 m           | Maria Mutola · Mozambik | 1:57,17      | Stephanie Graf · Ausztria                                                         | 1:57,20 SB   | Letitia Vriesde · Suriname                                                                         | 1:57,35 SB   |
| 1500 m          | Gabriela Szabo · Románia | 4:00,57 SB   | Violeta Szekely · Románia                                                         | 4:01,70      | Natalya Gorelova · Oroszország                                                                     | 4:02,40      |
| 5000 m          | Olga Jegorova · Oroszország | 15:03,39     | Marta Dominguez · Spanyolország                                                   | 15:06,59     | Ayelech Worku · Etiópia                                                                            | 15:10,17     |
| 10 000 m        | Derartu Tulu · Etiópia | 31:48,81     | Berhane Adere · Etiópia                                                           | 31:48,85     | Gete Wami · Etiópia                                                                                | 31:49,98     |
| Maraton         | Lidia Simon · Románia | 2:26:01      | Tosza Reiko · Japán                                                               | 2:26:06      | Szvetlana Zaharova · Oroszország                                                                   | 2:26:18      |
| 100 m gát       | Anjanette Kirkland · Egyesült Államok | 12,42 WL     | Gail Devers · Egyesült Államok                                                    | 12,54 SB     | Olga Sisigina · Kazahsztán                                                                         | 12,58 SB     |
| 400 m gát       | Nezha Bidouane · Marokkó | 53,34 WL     | Julija Pecsjonkina · Oroszország                                                  | 54,27        | Daimi Pernia · Kuba                                                                                | 54,51        |
| 20 km gyaloglás | Olimpiada Ivanova · Oroszország | 1:27:48 CR   | Valentyina Cibulszkaja · Fehéroroszország                                         | 1:28:49 PB   | Elisabetta Perrone · Olaszország                                                                   | 1:28:56      |
| 4 × 100 m váltó | Németország · Melanie Paschke · Gaby Rockmeier · Birgit Rockmeier · Marion Wagner                                                                           | 42,32 SB     | Franciaország · Sylviane Félix · Frédérique Bangué · Muriel Hurtis · Odiah Sidibé | 42,39 SB     | Jamaica · Juliet Campbell · Merlene Frazer · Beverly McDonald · Astia Walker                       | 42,40 SB     |
| 4 × 100 m váltó | Az eredetileg győztes amerikai váltót(Kelli White, Chryste Gaines, Inger Miller, Marion Jones; 41,71), White és Jones doppingvétsége miatt utólag kizárták. |              |                                                                                   |              | |              |
| 4 × 400 m váltó | Jamaica · Sandie Richards · Catherine Scott-Pomales · Debbie-Ann Parris · Lorraine Fenton                                                                   | 3,20,65 WL   | Németország · Florence Ekpo-Umoh · Shanta Ghosh · Claudia Marx · Grit Breuer      | 3,21,97 SB   | Oroszország · Irina Roszihina · Julija Pecsjonkina · Anasztaszija Kapacsinszkaja · Oleszja Zikinya | 3,24,92      |
| Távolugrás      | Fiona May · Olaszország | 702 cm       | Tatyana Kotova · Oroszország                                                      | 701 cm       | Niurka Montalvo · Spanyolország                                                                    | 688 cm       |
| Hármasugrás     | Tatyana Lebegyeva · Oroszország | 15,25 m WL   | Françoise Mbango-Etone · Kamerun                                                  | 14,60 m      | Tereza Marinova · Bulgária                                                                         | 14,58 m      |
| Magasugrás      | Hestrie Cloete · Dél-afrikai Köztársaság | 200 cm SB    | Inha Babakova · Ukrajna                                                           | 200 cm       | Kajsa Bergqvist · Svédország                                                                       | 197 cm       |
| Rúdugrás        | Stacy Dragila · Egyesült Államok | 475 cm CR    | Szvetlana Feofanova · Oroszország                                                 | 475 cm CR    | Monika Pyrek · Lengyelország                                                                       | 455 cm       |
| Súlylökés       | Janyina Karolcsik · Fehéroroszország | 20,61 m NR   | Nadine Kleinert · Németország                                                     | 19,86 m PB   | Vita Pavlis · Ukrajna                                                                              | 19,41 m      |
| Diszkoszvetés   | Ellina Zvereva · Fehéroroszország | 67,10 m      | Nicoleta Grasu · Románia                                                          | 66,24 m      | Anastasia Kelesidou · Görögország                                                                  | 65,50 m SB   |
| Diszkoszvetés   | Az aranyérmes orosz Natalja Szadova eredményét (68,57) doppingolás miatt törölték, őt pedig kizárták a versenyről.                                          |              |                                                                                   |              | |              |
| Kalapácsvetés   | Yipsi Moreno · Kuba | 70,65 m AR   | Olga Kuzenkova · Oroszország                                                      | 70,61 m      | Bronwyn Eagles · Ausztrália                                                                        | 68,87 m      |
| Gerelyhajítás   | Osleidys Menéndez · Kuba | 69,53 m CR   | Mirela Manjani · Görögország                                                      | 65,78 m      | Sonia Bisset · Kuba                                                                                | 64,69 m      |
| Hétpróba        | Jelena Prohorova · Oroszország | 6694 pont SB | Natalja Szazanovics · Fehéroroszország                                            | 6539 pont SB | Shelia Burrell · Egyesült Államok                                                                  | 6472 pont PB |

## A magyar sportolók eredményei
Magyarország a világbajnokságon 13 sportolóval képviseltette magát. Érmet nem sikerült nyerni.